# Ceiba (Puerto Rico)
Ceiba és un dels 78 municipis de l'Estat Lliure Associat de Puerto Rico situat a la costa est. També és conegut amb els noms de Los Come Sopas, La Ciudad del Marlin i Los Sin Sopa. Segons el cens de 2010, presentava una població de 13.631 habitants i una densitat de població de 33,12 persones per quilòmetre quadrat. Confina al nord amb el municipi de Fajardo; a l'est amb l'oceà Atlàntic; al sud amb el mar Carib; i a l'oest amb el municipi de Naguabo.
Ceiba va ser fundada el 7 d'abril de l'any 1838 per Luis de la Cruz. El municipi està dividit en 8 barris: Pueblo, Chupacallos, Daguao, Guayacán, Machos, Quebrada Seca, Río Abajo i Saco.